# عملية شارع بن يهودا
عملية شارع بن يهودا هي عملية تفجيرية مزدوجة وقعت في القدس بتاريخ 4\9\1997 نفذتها «كتائب الشهيد عز الدين القسام- الجناح العسكري لحماس» حيث قام محمود أبو هنود قائد كتائب القسام في الضفة الغربية بتجهيز خمسة إستشهاديين وهم«يوسف الشولي وبشار صوالحة وخليل الشريف وتوفيق ياسين ومعاوية جرارعة وهم من بلدة عصيرة الشمالية» وقاموا بتفجير أحزمتهم الناسفة في شارع بن يهودا في القدس في نفس اللحظة مما أدى إلى مقتل 15إسرائيلي وجرح 118 آخرين.